# Mohammed Fahim

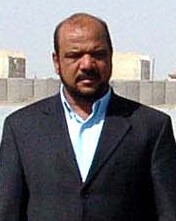
Mohammed Fahim (2004)

Mohammed Qasim Fahim (persisch محمدقسیم فهیم; paschtunisch محمد قسيم فهيم‎; * 1957 in Omarz, Panjshir; † 9. März 2014 in Kabul) war ein afghanischer Widerstandskämpfer im Kampf gegen die Taliban und ausländische Islamisten, sowie nach 2001 einer der wichtigsten Politiker im Land. Er gehörte zur Ethnie der Tadschiken, die einen Großteil Afghanistans bevölkern.

## Leben
Als Nachfolger des bei einem Attentat ermordeten Ahmad Schah Massoud war Fahim ein  Kommandeur der Nordallianz und kämpfte in der Zeit des Afghanischen Bürgerkrieges (1989–2001) gegen die Taliban und fremde Islamisten (Al-Qaida). Auch in dem ab 2001 von der Regierung Afghanistans und den USA gegen die Taliban geführten Krieg in Afghanistan, stand Fahim auf der Seite der Taliban-Gegner. Fahim war ein führendes Parteimitglied der Shuray-e Nezar Partei, eine unabhängige, aber dem Dschamiat-i Islāmi als militärischer Flügel dienendes Bindeglied und in der provisorischen Regierung von Hamid Karzai von 2002 bis zum Dezember 2004 Verteidigungsminister. Sein Nachfolger in diesem Amt wurde Abdul Rahim Wardak.
In einem Bericht der Unabhängigen Afghanischen Menschenrechtskommission (AIHRC) zu der Zeit zwischen 2003 und 2005 wurde er beschuldigt, an Menschenrechtsverletzungen beteiligt gewesen zu sein. Ende 2011 warf ihm die AIHRC zahlreiche Menschenrechtsverletzungen vor. So soll seine Einheit 1989 bis 1992 systematisch politische Gegner (Angehörige von Hizb-i Islāmī (Hekmatyār), darunter auch Karzai und gefangene Geheimdienstagenten des Irans, meist ethnische Hazara) gefoltert haben. Außerdem soll er 1993, während in dem Kabuler Stadtteil Afschar Massaker an eindringende Hezb-e Wahdat Kämpfer der Hazaren stattfanden, für „Spezialoperationen“ zuständig gewesen sein. Laut einem Bericht der New York Times vom 23. Juli 2012, in dem über die Existenz einer Kartierung der Menschenrechtsverletzungen der AIHRC berichtet wurde, bedrohte er einen Verantwortlichen der AIHRC mit dem Tod.
Von der Präsidentschaftswahl 2009 bis zu seinem Tod war er Vizepräsident von Hamid Karzai. Die Regierung Karzai verlieh ihm den Titel „Marschall auf Lebenszeit“. Fahim galt als Mentor des Warlords und Politikers Nazri Mohammad.
Er starb am 9. März 2014 an einem Herzinfarkt.